# Zamarada ixiaria
Zamarada ixiaria là một loài bướm đêm trong họ Geometridae.